# Günther Höller
Günther Höller (Breckerfeld, 30 april 1937 – Bergisch Gladbach, 26 december 2016) was een Duits blokfluitist.

## Levensloop
Höller studeerde aan de Hochschule für Musik Freiburg, bij Gustav Scheck. Van 1964 tot 1972 was hij leraar aan de 'Rheinischen Musikschule' in Keulen. In 1972 werd hij docent aan de Muziekhogeschool in Keulen, tot in 2002. Hij speelde vaak met ensembles voor oude muziek, zoals de Deutsche Barocksolisten, de Cappella Coloniensis en het Collegium Aureum.
In 1975 was Höller jurylid voor het internationaal concours blokfluit en barokensembles in het kader van het Festival voor oude muziek in Brugge.
Höller heeft talrijke blokfluitisten opgeleid die op hun beurt naam hebben gemaakt, zoals Patrick Peire, Norbert Rodenkirchen, Lucia Mense, Eva Biallas, Konrad Hirnteter, Carin van Heerden, Gudrun Heyens, Dorothee Oberlin, Ursula Schmidt-Laukamp, Michael Schneider, Nadja Schubert, Matthias Friederich, Marion Valerius, Angela Hug, Silke Evers, Ulrike Erdtmann, Marion Michels, Martin Burkhardt, Michaël Form, Nadja Schubert, Antemanha, Elisabeth Charlotte Barden, Christiane Martini, Martin Sandhoff, Veronika Ursula Meyer, Eva Maria Schiffer, Andreas Böhlen, Daniel Rothert, Katja Beisch, Wolfgang Dey.
In 1967 stichtte Höller samen met Werner Garthe de Concertenreeks Musik Alter Meister die sindsdien elk jaar doorgaat in de Evangelische Kreuzkirche in Mathagen (45ste verjaardag in 2012).

## Discografie
Höller heeft aan talrijke opnamen meegewerkt.
- Concerto in A Minor voor klavecimbel, fluit, viool en orkest (BWV 1044), met Christiane Jaccottet en het Kamerorkest van Württemberg[1]

- Bibliothèque nationale de France: cb139461418 (data)
- Gemeinsame Normdatei: 134407903
- International Standard Name Identifier: 0000 0000 5517 0235
- Library of Congress Control Number: n83044884
- MusicBrainz: 40170ccb-966e-40ea-b85e-9b43f34f1279
- Nationale Bibliotheek van Israël: 987007433024305171
- Nationale Bibliotheek van Polen: a0000002178808
- Virtual International Authority File: 32188832
- WorldCat: E39PBJdRvWdDPCRykDk7VRx7HC